# نیکو توپرز
نیکو توپرز (به اسپانیایی: Niceto Pérez) یک منطقهٔ مسکونی در کوبا است که در استان گوانتانامو واقع شده‌است. نیکو توپرز ۶۴۰ کیلومتر مربع مساحت و ۱۷٬۷۸۳ نفر جمعیت دارد و ۶۰ متر بالاتر از سطح دریا واقع شده‌است.